# موردوفيا
جمهورية موردوفيا (بالروسية: Респу́блика Мордо́вия وبالموكشا: Мордовскяй Республикась وبإرزيا: Мордовской Республикась) هي إحدى الكيانات الفدرالية في روسيا.
تقع جمهورية موردوفيا في الجزء الشرقي من السهل الأوروبي الشرقي. تحدها مقاطعة نيجني نوفغورود من الشمال، وجمهورية تشوفاشيا من الشمال الشرقي، وأوليانوفسك أوبلاست من الشرق، وبانزا أوبلاست من الجنوب، وريازان أوبلاست من الغرب.
تبلغ مساحتها 26,000 كيلومتر مربع وسكانها حسب إحصاء عام 2010 834,755 نسمة وعاصمتها مدينة سارانسك.

## الدين
المسيحية الأرثوذكسية هي الديانة الأكثر انتشارا في موردوفيا، حسب التقديرات ما يقارب 68 % من سكان الجمهورية يدينون به. وتبلغ نسبة المسلمين حوالي 2%.

## السكان
يبلغ عدد سكان موردوفيا 818,566 نسمة (حسب التقدير لعام 2013).
معدل كثافة السكان 31.33 شخص لكيلومتر مربع. وتبلغ حصة سكان المدن 61.33% (عام 2013).